# ألكسندر باجيتش
ألكسندر باجيتش هو لاعب كرة قدم صربي في مركز الهجوم، ولد في 25 أغسطس 1987 في بلغراد في صربيا. شارك مع منتخب صربيا تحت 17 سنة لكرة القدم. أما مع النوادي، فقد لعب مع زالايغيرزيغي تورنا إغيليت وزرينيسكي موستار ونادي تساليه ونادي روستوف أون دون.

## وصلات خارجية
- ألكسندر باجيتش على موقع قاعدة بيانات كرة القدم.إي يو (الإنجليزية)
- ألكسندر باجيتش على موقع Soccerway.com (الإنجليزية)
- ألكسندر باجيتش على موقع عالم كرة القدم.نت (الإنجليزية)